# Eileen Heckart

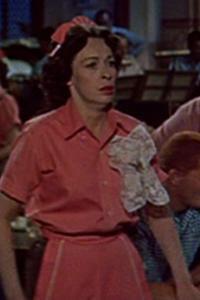
Eileen Heckart i trailern till Bus Stop (1956).

Anna Eileen Heckart, född Stark den 29 mars 1919 i Columbus, Ohio, död 31 december 2001 i Norwalk, Connecticut, var en amerikansk skådespelare.

## Biografi
Heckart hade en svår uppväxt med en alkoholiserade mor; tidvis bodde hon hos sin farmor, som misshandlade henne.
1942 tog Heckart examen vid Ohio State University i  med en examen i engelska. Samma år gifte hon sig med John Harrison Yankee Jr, försäkringsmäklare. De fick tre söner, äktenskapet varade i 53 år. 1943 flyttade Heckart till New York för att få fart på en karriär som skådespelare. Hon studerade där vid American Theatre Wing.
1945 gjorde Heckart sin Broadwaydebut, hennes första stora genombrott på Broadway kom dock inte förrän 1953. 1956 kom filmdebuten med Miracle in the Rain. I Det onda arvet från 1956 nominerades hon både till Oscar och Golden Globe. Efter detta tog hennes filmkarriär fart. 1972 belönades hon med en Oscar för sina prestationer i Fri som fjärilen. Rollen som den överbeskyddande modern hade hon tidigare spelat på Broadway. Under 1990-talet gjorde Heckart inhopp i olika TV-serier som The Mary Tyler Moore Show, Ellen, Cybill med flera.
2001 diagnostiserades Heckart med lungcancer och hon avled 31 december samma år.

## Filmografi (urval)
- 1956 – Miracle in the Rain
- 1956 – Gatans kung
- 1956 – Det onda arvet
- 1956 – Bus Stop
- 1961 – Alfred Hitchcock presenterar, avsnitt Coming, Mama (gästroll i TV-serie)
- 1972 – Fri som fjärilen
- 1974 – Pionjärerna
- 1975–1976 – The Mary Tyler Moore Show (TV-serie)
- 1986 – Heartbreak Ridge
- 1996 – Före detta fruars klubb
- 1996–1998 – Cybill (TV-serie)
- 1997 – Ellen, avsnitt Secrets & Ellen (gästroll i TV-serie)